# Raqay Pampa
Raqay Pampa (auch Rakay Pampa) ist eine Ortschaft im Departamento Cochabamba im südamerikanischen Andenstaat Bolivien.

## Lage im Nahraum
Raqay Pampa ist der zentrale Ort des Municipio Raqaypampa, das am 14. Juni 2017 als indigenes Autonomiegebiet unter eigenständiger Selbstverwaltung eingerichtet wurde und aus dem Kanton Molinero sowie einigen südlichen Bezirken der Kantone Tin Tin, Cauta und Vicho hervorgegangen ist, die alle vor der Gründung des neuen Municipios im südlichen Bereich des Municipio Mizque gelegen hatten. Der Ort liegt auf einer Höhe von 2740 m im Tal das Río Vichu Vichu, einem rechten Nebenfluss des Río Mizque.

## Geographie
Raqay Pampa liegt in der Sierra de Catatiri, die sich zwischen Cordillera Oriental und Cordillera Central in Nord-Süd-Richtung erstreckt. Das Klima ist geprägt durch ganzjährig frühlingshafte Temperaturen und geringe Niederschläge.
Die Jahresdurchschnittstemperatur der Region liegt bei etwa 20 °C (siehe Klimadiagramm Mizque) und einem Jahresniederschlag von 550 mm. Der Sommer von Oktober bis März weist monatliche Durchschnittstemperaturen von 22 °C auf, kälteste Monate sind Juni und Juli mit gut 17 °C. Von April bis Oktober herrscht Trockenzeit mit Niederschlägen unter 20 mm, der Sommer weist von Dezember bis Februar Niederschläge von 110 bis 135 mm auf.

## Verkehrsnetz
Raqay Pampa liegt 258 Straßenkilometer südöstlich von Cochabamba, der Hauptstadt des Departamentos.
Von Raqay Pampa führt eine unbefestigte Landstraße in südöstlicher Richtung über die Ortschaft Santiago über vierzig Kilometer nach Aiquile, wo die Nationalstraße Ruta 23 am Nordwestrand der Stadt an der „Plazuela de la Juventud Aiqileña“  auf die Ruta 5 trifft. Die Rute 23 führt in nördlicher Richtung nach Mizque, von dort führt eine Landstraße in nordwestlicher Richtung durch das Valle Alto nach Cochabamba.

## Bevölkerung
Die Einwohnerzahl der Ortschaft ist in dem Jahrzehnt zwischen den beiden letzten Volkszählungen fast unverändert geblieben:
| Jahr | Einwohner         | Quelle       |
| ---- | ----------------- | ------------ |
| 1992 | keine Detaildaten | Volkszählung |
| 2001 | 940               | Volkszählung |
| 2012 | 951               | Volkszählung |
| 2024 |                   | Volkszählung |